# Cuautitlán
Cuautitlán (inte att förväxla med det närbelägna Cuautitlán Izcalli) är en stad i centrala Mexiko, och huvudorten för kommunen Cuautitlán i delstaten Mexiko. Cuautitlán ligger i den centrala delen av landet och tillhör Mexico Citys storstadsområde. Staden hade 108 449 invånare vid folkmätningen 2010.
Cuautitlán kallas ibland Cuautitlán de Romero Rubio efter politikern Manuel Romero Rubio som satt i Benito Juárez, Sebastián Lerdo de Tejada och Porfirio Díaz regeringar.

## Galleri

Äldre järnvägsstation
Stadshuset
Park i centrum
Katedralen
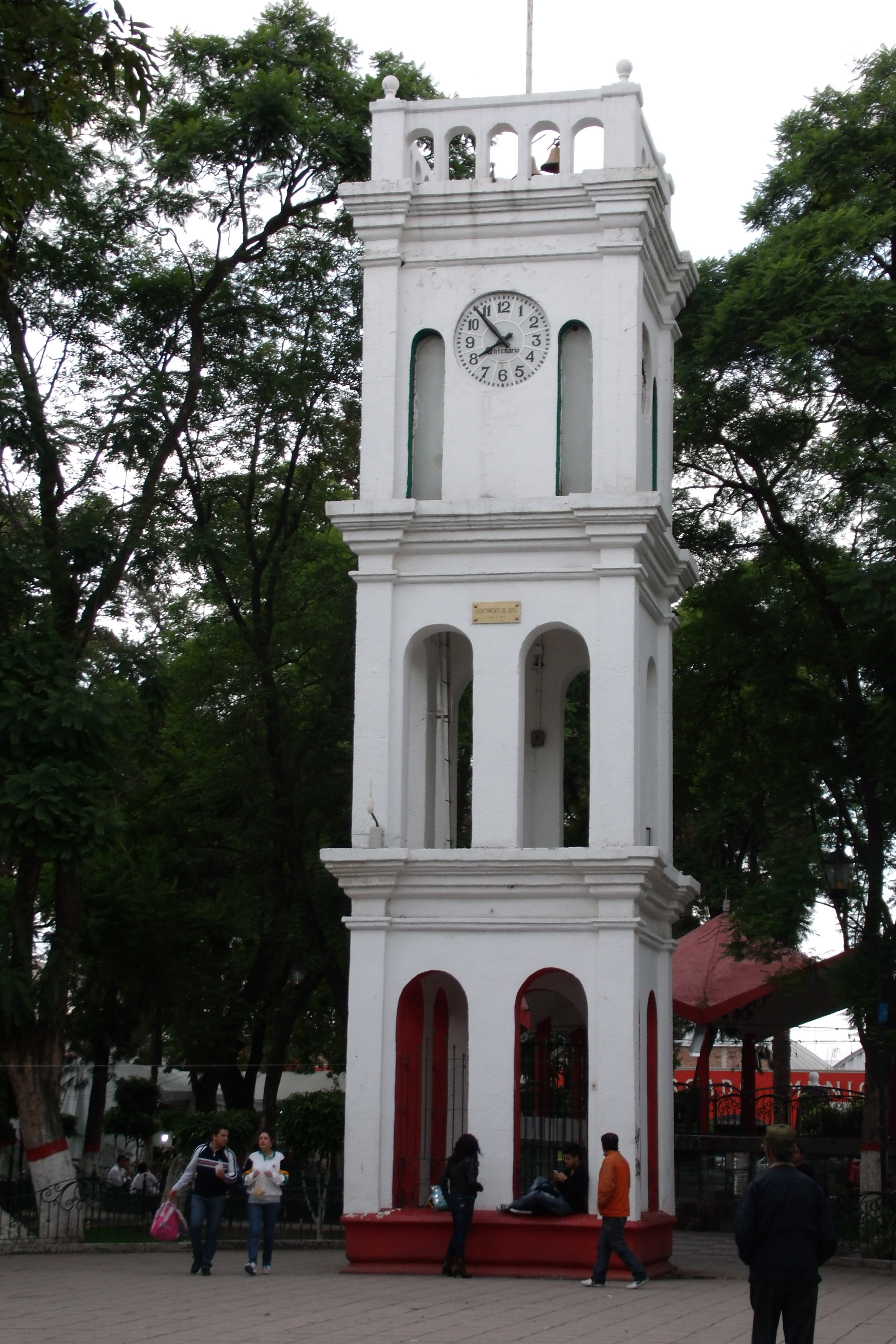
Klocktorn i park